# Бальвиль
Бальвиль (нем. Ballwil) — коммуна в Швейцарии, округ Хохдорф в кантоне Граубюнден. Население составляло 2649 человека на 2014 год. Официальный код — 1023.
Бальвиль впервые упоминается в 924 году как Paldiwilare.

## Географическое положение
Коммуна находится в долине Ситал, к югу от озера Болдэг на западном берегу реки Ройс. Площадь Бальвиля составляет 8,75 км². 76,7 % площади составляли сельскохозяйственные угодья, 11,7 % — леса, 11,3 % территории заселено. Самая большая деревня в коммуне Гибельфлег (впервые упоминается в 1184 году), другие деревни Герлинген, Уальд, Виссенвеген и Меттенвил.

## Население
На 2007 год население Бальвиля составляло 2649 человек. На 2000 год 95,6 % жителей говорило на немецком языке, 1,0 % — на албанском. 25,1 % населения Бальвиля были в возрасте до 19 лет, 27,5 % — от 20 до 39 лет, 36,3 % — от 40 до 64 лет, 8,3 % — от 65 до 79 лет, 5,3 % — от 80 до 89 лет, старше 90 лет было 0,5 % населения.
| 1850 | 1870 | 1888 | 1900 | 1950 | 1960 | 1970 | 1980 | 1990 | 2000 | 2010 | 2014 |
| ---- | ---- | ---- | ---- | ---- | ---- | ---- | ---- | ---- | ---- | ---- | ---- |
| 1004 | 890  | 770  | 805  | 1180 | 1228 | 1327 | 1552 | 1823 | 2112 | 2524 | 2649 |